# Trinidad och Tobago i olympiska sommarspelen 1968
Trinidad och Tobago deltog med 19 deltagare vid de olympiska sommarspelen 1968 i Mexico City. Ingen av landets deltagare erövrade någon medalj.